# Joe McBride (calciatore 1960)
Joe McBride (Glasgow, 7 agosto 1960) è un allenatore di calcio ed ex calciatore scozzese, di ruolo centrocampista.

## Biografia
Il suo omonimo padre è stato a sua volta un calciatore professionista.

## Caratteristiche tecniche
Era un'ala.

## Carriera

### Giocatore

#### Club
McBride dopo aver giocato per una stagione nelle giovanili dell'Everton esordisce in prima squadra (e contestualmente anche tra i professionisti) nella stagione 1979-1980, all'età di 19 anni, segnando un gol in 18 presenze nella prima divisione inglese e giocando una partita in Coppa UEFA. L'anno seguente gioca invece con maggiore regolarità, segnando 7 reti in 31 presenze, mentre nella stagione 1981-1982 gioca solamente 8 partite, nelle quali segna un ultimo gol (il suo nono in 57 partite di campionato giocate con la maglia delle Toffees). Negli anni seguenti gioca poi nella seconda divisione inglese per complessive due stagioni e mezzo con le maglie di Rotherham Utd (45 presenze e 12 reti) ed Oldham Athletic (36 presenze e 5 reti).
Dal gennaio del 1985 al dicembre del 1988 gioca invece nella prima divisione scozzese con la maglia dell'Hibernian, con cui in totale gioca 81 partite di campionato e segna 11 reti. Gioca nella medesima categoria anche con il Dundee, dal dicembre del 1988 al termine della stagione 1990-1991 (49 presenze e 5 reti). Continua poi a giocare in Scozia anche negli anni seguenti, nei quali veste le maglie di East Fife (88 presenze e 19 reti), Albion Rovers (56 presenze e 10 reti), Livingston (2 presenze) ed Hamilton Academical (3 presenze), tutte tra seconda e terza divisione, per poi ritirarsi nel 1996, all'età di 36 anni.

#### Nazionale
Nel 1980 ha giocato una partita nella nazionale scozzese Under-21.

### Allenatore
Ha iniziato ad allenare come vice degli Albion Rovers mentre ancora era giocatore del club, del quale nel 1995 per un periodo è anche stato allenatore ad interim. Subito dopo il ritiro, nel 1996, è diventato allenatore nelle giovanili del Celtic, dove è rimasto fino al 2008. In seguito ha lavorato in vari altri club inglesi e scozzesi come vice allenatore o come allenatore delle giovanili.